# Происхождение домашней собаки

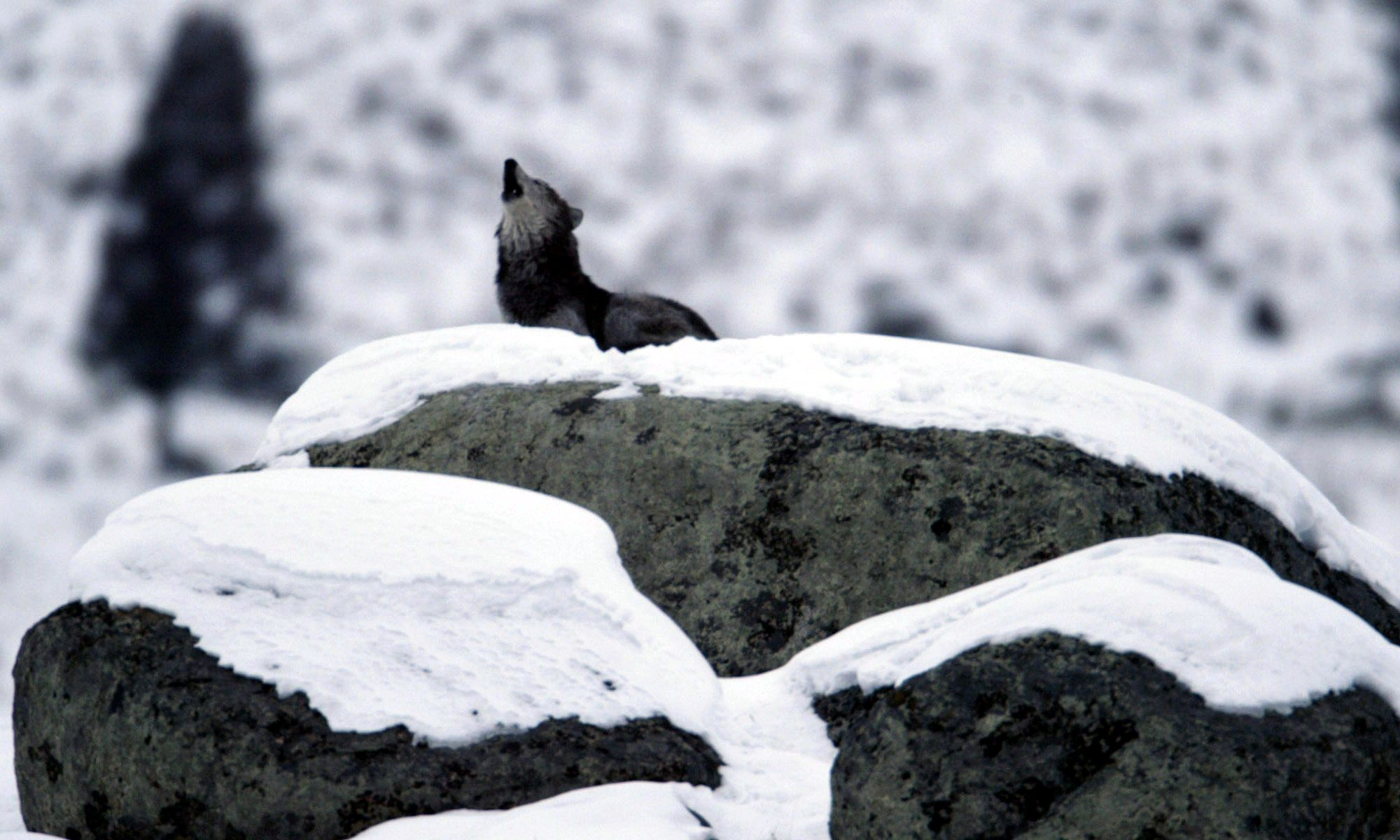

Процесс происхождения домашних собак включает дивергенцию собаки от волка на уровне ДНК, её одомашнивание, формирование различных типов и пород. Собаки принадлежат к роду Canis, объединяющему волкоподобных хищников семейства псовые (Canidae), это первый и единственный полностью одомашненный крупный хищник.
Сравнительные генетические исследования показали, что собаки и современные волки не являются генетически близкими, но происходят от общего вымершего предка. Предком собаки мог быть мегафаунный волк позднего плейстоцена, а генетическое сходство собак с современным серым волком может быть обусловлено скрещиваниями между ними. В 2020 году доказано, что современные собаки и волки происходят от разных линий рода Canis, а возможный предок собаки плейстоценовый волк по размеру был близок к бродячим собакам.
Генетическая дивергенция волка и собаки произошла 20 000—40 000 лет назад, во время максимума последнего оледенения или незадолго до него (20 000—27 000 лет назад). Этот срок следует считать максимальным сроком доместикации, которая началась позднее дивергенции. Одомашнивание животных началось более 15 000 лет назад с долговременной взаимной связи волков и людей — охотников и собирателей — и стало одним из важнейших событий в истории человечества.
Согласно археологическим данным и генетическим исследованиям, старейшие останки, захороненные рядом с людьми и бесспорно принадлежащие собаке — Бонн-Оберкассельская собака, возраст которой составляет 14 200 лет. Более спорные находки относятся к периоду до 36 000 лет назад.
Учёные из Университета Арканзаса изучили износ зубов канид возрастом 28,5 тыс. лет и пришли к выводу, что в Пршедмости (Чехия) они принадлежали псовым двух типов — волкоподобным собакам и протособакам, имевшим разный рацион питания. В диете протособак было больше костей, которые они подбирали у границ человеческого поселения, в диете же волкоподобных собак было больше мяса. Анализ стабильных изотопов у псовых из Пршедмости, датируемых возрастом 31,5 тыс. лет, подтвердил адаптацию к двум различным диетическим нишам. Остаётся неясным, действительно ли одна из этих двух разных групп канид является ранним одомашненым волком.
Данных генетики и морфологии канид из пещеры Гнирсхёле (Gnirshöhle) на юге Германии пока недостаточно, чтобы определить, были ли эти псовые собаками, волками или кем-то промежуточным. Их митохондриальные геномы охватывают всё генетическое разнообразие современных собак и волков. Близость этих животных к людям и признаки довольно ограниченной диеты с низким содержанием белка дают возможность предполагать, что между 16 000 и 14 000 л. н. представители мадленской культуры приручали и выращивали животных, происходящих из разных митохондриальных линий волков.
Собака была одомашнена раньше, чем возникло земледелие. Во взаимоотношения с другими животными, впоследствии одомашненными — кабанами, овцами, козами, — люди вступили не ранее, чем 11 000 лет назад. Вопрос о месте доместикации остаётся дискуссионным, наиболее вероятными считаются Центральная Азия, Восточная Азия и Западная Европа.
Анализ полных геномов 27 древних собак показал, что 10,9 тыс. лет назад (возраст архангельской собаки с мезолитической стоянки Веретьё 1 на реке Кинема) в Европе, на Ближнем Востоке и в Сибири существовало как минимум пять основных генетических линий домашних собак, отличных друг от друга. Исследование митохондриальной ДНК самой старой домашней собаки в Америке (из Аляски) возрастом 10,15 тыс. лет показало, что линия её предков отделилась от линии остальных собак 16,7 тыс. л. н. Факт того, что эта собака питалась рыбой и объедками тюленей и китов свидетельствует в пользу того, что первая миграция собак и людей в Америку шла по северо-западному тихоокеанскому прибрежному маршруту, а не по центральному континентальному коридору.

## Эволюция собак и человека
Шесть миллионов лет назад, в конце миоцена, климат Земли становился всё холоднее, вплоть до ледниковой эпохи плиоцена и плейстоцена. В результате похолодания леса и саванны во многих регионах уступили место степям и лугам. В пору глобальных изменений выжить могли только те виды, которые сумели адаптироваться к новым условиям.
В южных районах Северной Америки мелкие лисы, населявшие леса, стали крупнее и более приспособленными к бегу, и к периоду позднего миоцена появились первые представители Canis — предшественники койотов, волков и домашней собаки. В Восточной Африке крупные приматы разделились, часть из них осталась жить на деревьях, другие спустились на землю, научились прямохождению, их мозг увеличился, они приспособились избегать хищников на открытой местности, пока не превратились в хищников сами. Прародители человека и волка в конце концов встретились в Евразии.
Племена охотников и собирателей жили в окружении природы и могли противостоять хищникам. Народ Кунг в Намибии делит территорию с прайдами львов. В условиях, приближенных к условиям жизни первобытных людей, два вида успешно сосуществуют без вражды и страха, хотя львы крупнее и намного опаснее волков. Традиции африканских предков, вероятно, помогли первым людям, заселявшим Евразию, при первых встречах со стаями волков. Свидетельства взаимного уважения и сотрудничества людей и волкообразных сохранились в легендах и традициях народов Сибири, Восточной Азии, Северной Америки и Австралии.

## Отделение от волков
Предполагаемое время генетического отделения домашних собак от диких волков не означает, что в этот же срок начался процесс одомашнивания, но фиксирует самый ранний срок, когда этот процесс мог начаться. Например, генетическое разделение современной домашней лошади и лошади Пржевальского произошло 45 000 лет назад, а археологические данные указывают на 5500 лет назад. Такое расхождение может быть обусловлено тем, что дикие лошади не являются прямыми предками домашних, а также изменениями климата, топографией и другими условиями среды обитания. Генетическое расхождение собак и волков имело место 40 000 — 20 000 лет назад, и этот срок обозначает самое раннее возможное время начала одомашнивания.

### Палеобиогеография
В период обледенений позднего плейстоцена тундростепь простиралась от современной Испании к востоку через Евразию через Берингов сухопутный мост до Аляски и Юкона. В позднем плейстоцене произошло несколько резких изменений климата с температурными градиентами до 16 °C, которые коррелируют с вымиранием ряда видов мегафауны. Нет свидетельств, что периоды вымирания совпали с максимумом оледенения, следовательно, похолодание и оледенение не были основной причиной исчезновения видов. Вероятно, под воздействием совокупности множества факторов на большой территории один вид фауны был вытеснен другим видом, принадлежащим к тому же роду, или одна популяция сменяла другую в пределах вида. Исчезновение какого-либо вида влекло вымирание и хищников, зависимых от этого вида.
Возникновение собак в палеобиогеографии популяций волков фиксируется в позднем плейстоцене. Самые ранние находки останков волков современного типа открыты в районе восточной Берингии: в Олд-Кроу на Юконе и в затоне Крипл-Крик в Фэрбанксе, на Аляске. Возраст останков составляет около 1 млн лет, но есть и другие мнения. В конце плейстоцена волки проявляли значительное морфологическое разнообразие. Считается, что они обладали более мощным, чем у современных волков, черепом, часто с укороченной передней частью, развитыми височными мышцами и крепкими зубами. Такое строение подходило для охоты на представителей мегафауны и разделки добычи. Некоторые волки плейстоцена, подобно вымершему ужасному волку, ломали зубы гораздо чаще, чем современные волки. Это свидетельствует о том, что они конкурировали за добычу и поедали её быстро и вместе со скелетом. Сравнение характера повреждений зубов с современными пятнистыми гиенами подтверждает, что волки плейстоцена регулярно грызли крупные кости.

### Связь с современным серым волком
Серые волки прошли бутылочное горлышко около 25 000 лет назад, во время максимума последнего оледенения. После него одна популяция современных волков распространилась из Берингии на весь бывший ареал волков, вытеснив остатки популяций плейстоценового волка в Евразии и Северной Америке. Эта исходная популяция не стала прародителем собак, но скрещивалась с ними и передала будущим поколениям ряд генов — окраску шерсти, связанную с иммунной системой, и способность и адаптироваться к высокогорным условиям, например в Тибете. Генетические различия европейских и восточноазиатских собак могут быть обусловлены скрещиваниями с разными субпопуляциями волков.
Генетической информации о древних волках, живших до бутылочного горлышка 25 000 лет назад, очень мало. Но имеющиеся данные показывают, что древние волки генетически ближе к собакам, чем современные, и могут быть их прародителями. Возможно, они были более склонны к одомашниванию их людьми, начавшими заселять Евразию.
В конце эпохи плейстоцена большинство современных хищников стали мезохищниками, находящимися в середине пищевой цепи и зависящими от более мелких животных. В ходе экологических потрясений конца периода одна популяция волков поднялась по цепи и заняла позицию современного сверххищника, а другая вступила в союз с людьми, ставшими «сверхпотребителями».

«Как давно мы считали, что известному нам сегодня серому волку сотни тысяч лет, и что от него произошла собака. Мы очень удивлены, что это не так.» — Роберт Уэйн
Оригинальный текст (англ.)It was such a long standing view that the gray wolf that we know today was around for hundreds of thousands of years and that dogs derived from them. We're very surprised that they're not.

### Момент генетического разделения
Генетическими исследованиями установлено, что серый волк является ближайшим ныне живущим родственником собаки, и ничто не указывает на участие в происхождении собаки других видов псовых. Попытки реконструкции родословной собаки методом филогенетического анализа ДНК современных собак и волков по ряду причин приводят к противоречивым результатам. Во-первых, современные волки не являются прямым предком собаки, но оба они происходят от общего предка — волка позднего плейстоцена. Во-вторых, генетическое разделение волков и собак произошло на коротком отрезке времени, поэтому его трудно датировать (так называемая неполная сортировка линий. Ситуация осложняется также скрещиваниями волков и собак после одомашнивания (пост-доместикационный поток генов). Наконец, с момента одомашнивания было лишь несколько десятков тысяч поколений собак, поэтому число мутаций в геноме волка и собаки относительно невелико, и это также затрудняет определение периода доместикации.
Полное секвенирование генома современных собаки и волка в 2013 году указало на время расхождения 32 000 лет назад. Другое исследование, в 2014 году на основе частоты мутаций у волков, привело к результату 10 000 — 16 000 лет назад. Схема секвенированного генома плейстоценового волка впервые опубликована в 2015 году. Волк с полуострова Таймыр принадлежал к популяции, отличной от предков собак и современных волков. Его возраст 35 000 лет назад определён радиоуглеродным методом и дал возможность калибровки частоты мутаций у волков. Эти данные показывают, что расхождение волков и собак имело место 27 000 — 40 000 лет назад. В 2017 году при сравнении ядерного генома трёх древних образцов собак пришли к выводу о времени дивергенции 36 900 — 41 500 лет назад.
Перед дивергенцией популяция волков, ставших предками собаки, превосходила по численности все другие популяции волков, а после разделения численность популяции собак намного уменьшилась.

### Места генетического разделения

#### Исследования на базе современной ДНК

##### Восточная Азия
Многочисленные исследования показали, что собаки Юго-Восточной Азии и Южного Китая обладают большим генетическим разнообразием, чем собаки из других регионов. На этом основании высказано предположение, что собаки возникли в данном регионе. В 2015 году сравнили полный геном бродячих собак из Южного Китая и территорий на границе с Вьетнамом, бродячих собак из Африки и породистых собак из разных регионов. Основываясь на генетическом разнообразии восточно-азиатских собак, учёные пришли к выводу, что собаки появились на юго-востоке Азии. Часть популяции около 15 000 лет назад мигрировала к Ближнему Востоку, Африке и достигла Европы 10 000 лет назад. Затем одна из генетических линий мигрантов возвратилась в Северный Китай, смешалась здесь с эндемичными популяциями и лишь затем мигрировала на Американский континент.
Гипотеза об азиатском происхождении собак не соответствует данным археологических находок: найденные в Европе останки собак датированы 15 000 лет назад, в то время как останки, обнаруженные на Дальнем Востоке, насчитывают лишь 12 000 лет. Парадокс объясняют тем, что археологические исследования в Азии отстают от европейских, и что местный климат не способствует сохранности окаменелостей. В научном обзоре в 2017 году отмечено что, генетическое разнообразие азиатских бродячих собак сравнивали с геномом породистых собак из других регионов, а формирование пород неразрывно связано с сокращением генетического разнообразия в породе, и, таким образом, вывод на основе такого сравнения нельзя считать корректным.

##### Ближний Восток и Европа
В 2010 году путём SNP-генотипирования установлено, что собаки возникли на Ближнем Востоке, что подтверждается широким распространением гаплотипов среди собак и ближневосточных волков, и, следовательно, предком собаки был ближневосточный, а не восточно-азиатский волк. Кроме того, некоторые породы собак часто спаривались с местными волками. В 2011 году было показано, что здесь имело место не одомашнивание, а гибридизация, а местом происхождения собаки, в силу большего генного разнообразия, всё же является Юго-Восточная Азия. Однако исследование на основе ядерного генома в 2012 году указало на происхождение собаки от ближневосточного или европейского волка.

##### Средняя Азия
В 2015 году объектом исследования стали аутосомные, материнские митохондриальные и отцовские Y-хромосомные ДНК у чистопородных и беспородных собак из 38 стран. Некоторые популяции собак в неотропиках и южной части Тихого океана почти полностью получены от европейских собак, в других регионах наблюдается явное смешение коренных и европейских собак. Некоторые популяции собак во Вьетнаме, Индии и Египте содержат минимум европейской примеси и демонстрируют высокое генетическое разнообразие и низкий уровень неравновесного сцепления генов. Это может свидетельствовать об одомашнивании собак в Средней Азии и их последующем распространении к востоку, но не исключает и того, что домашние собаки переместились сюда из другого региона, а здесь обрели разнообразие. Не исключено также, что первоначально одомашненные собаки впоследствии вымерли или были вытеснены более современными популяциями. В 2016 этот вывод поставлен под сомнение в результате исследования полного генома, которое показало более низкий уровень неравновесного сцепления у восточно-азиатских собак, чем у среднеазиатских, но и эта оценка затем была подвергнута сомнению, а в 2017 высказано мнение о некорректности сравнения генома породистых и беспородных собак.

#### Исследования ДНК из археологических находок
Большинство генетических исследований в последние два десятилетия проводились в отношении современных пород собак и современных популяций волков, и их результаты зависели от ряда допущений. Предполагалось, что ныне существующий волк был предком собаки, не учитывались ни скрещивания волков с собаками, ни влияние неполной сортировки линий. Согласно этим исследованиям, собаки могли произойти из Юго-Восточной Азии, Восточной Азии, Ближнего Востока, Средней Азии или Европы. С недавнего времени новейшие молекулярные технологии применяются в палеогеномике при исследовании останков, сохранивших древнюю ДНК.

##### Средняя Азия

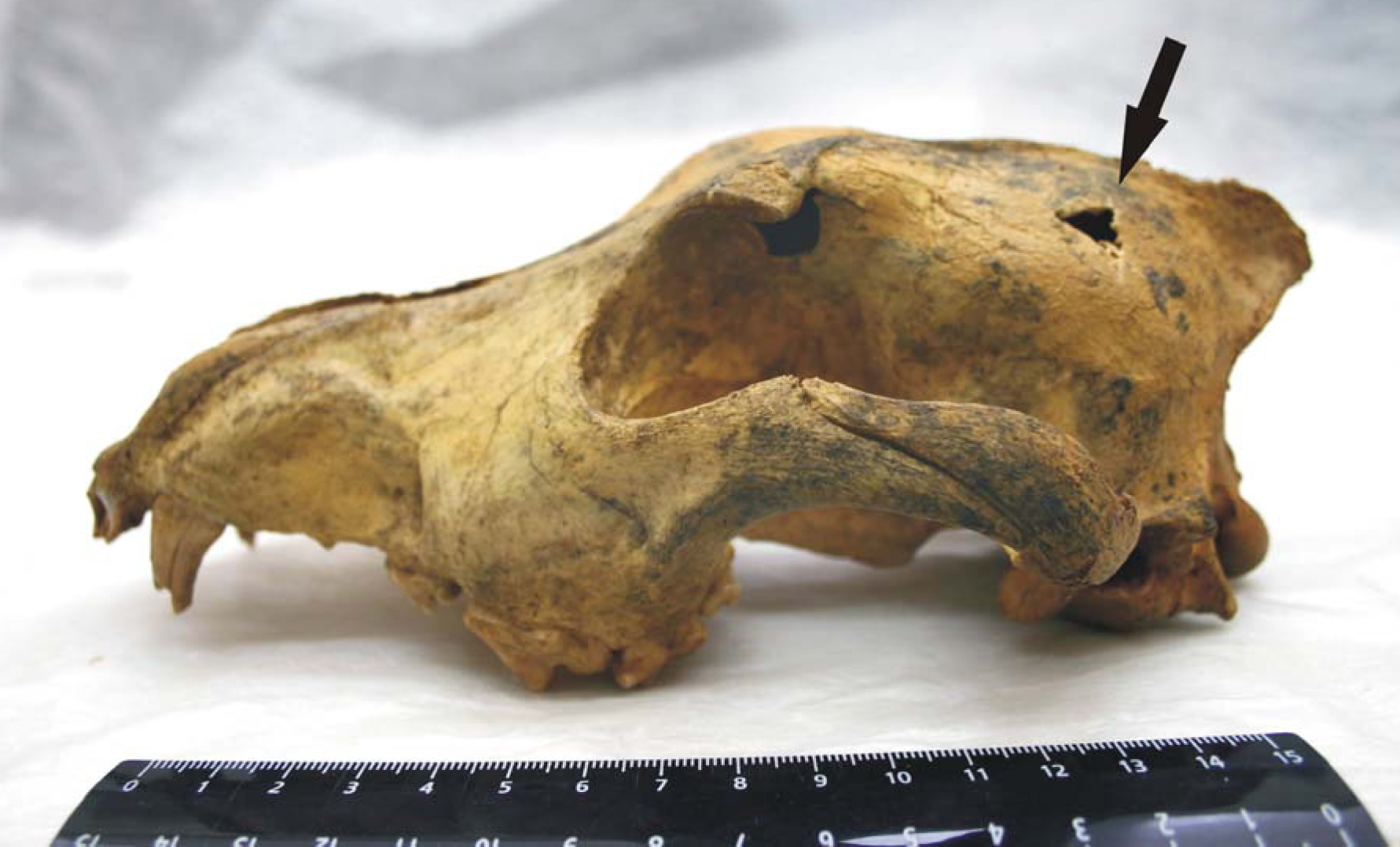
Череп «Алтайской собаки», датированный 33,500 лет назад

В 2013 году проведено исследование хорошо сохранившихся черепа и левой нижней челюсти собакоподобного псового, умершего 33 000 лет назад, найденного в Разбойничьей пещере на Алтае. Анализ мтДНК показал, что это животное было ближе к собакам, чем к волкам, а позднее был сделан вывод, что оно занимало промежуточное положение между собакой и волком и не может быть классифицировано. В 2017 эволюционные биологи рассмотрели все имевшиеся данные и установили, что алтайские останки принадлежали собаке вымершей линии, происходившей от мелких волков, также вымерших.

##### Европа
В 2013 году секвенированы полная и частичная митохондриальные ДНК 18 ископаемых псовых из Старого и Нового Света, умерших от 1000 до 36 000 лет назад. ДНК сравнивали с полными последовательностями мДНК современных волков и собак. Филогенетический анализ показал, что современные гаплотипы мДНК собак распадаются на четыре монофилетические клады, их обозначили как клады A-D. 64 % исследованных образцов ДНК собак отнесены к кладе А, сестринской к ископаемому волку возрастом 14 500 лет из пещеры Кесслерлох в Швейцарии, их последний общий предок относится к периоду 32 100 лет назад. Эта группа собак соответствовала трём ископаемым собакам Нового Света, чей возраст оценен в 1000 — 8 500 лет назад, то есть собаки доколумбового Нового Света имели общих предков с европейскими собаками и, вероятно, прибыли сюда с первыми людьми. Клада B включает 22 % исследованных ДНК собак и близка к современным волкам Швеции и Украины, возраст их общего предка 9 200 лет назад. Однако эта связь может быть следствием интрогрессии генов от волка, поскольку к тому времени собаки уже были одомашнены. 12 % образцов собак отнесены к кладе C, сестринской к двум ископаемым собакам из пещер Оберкассель (14 700 лет назад) и Карштайн (12 500 лет назад) в Германии, их общий предок жил приблизительно 16 000 — 24 000 лет назад. К кладе D отнесены 2 скандинавские породы собак — ямтхунд и норвежский серый элкхунд, сестринская к ней клада содержит другого ископаемого волка из пещеры Кесслерлох, жившего 14 500 лет назад, а их общий предок жил 18 300 лет назад. Эта ветвь филогенетически относится к той же последовательности, что и алтайская собака. Результаты этого исследования на основании генетической связи 78 % образцов собак с найденными в Европе ископаемыми псовыми указывают на европейское происхождение собак и период их возникновения 18 800 — 32 100 лет назад. Данные подтверждают гипотезу о том, что одомашнивание собак предшествовало появлению сельского хозяйства и было начато в последний ледниковый максимум, когда охотники-собиратели охотились на мегафауну.
Три ископаемых псовых из Бельгии (Canis species 36 000 лет назад из пещеры Гойе и Canis lupus 30 000 и 26 000 лет назад) образовали древнюю кладу, ставшую самой разветвлённой группой. Исследователи установили, что черепа алтайской собаки и собаки Гойе имеют ряд признаков, типичных для собак, и предположили, что эти древние собаки представляют собой прерванные эпизоды одомашнивания. Если предположение верно, то у собак, как и у свиней, в древности было более одного случая одомашнивания.
Существует теория, что собак одомашнили во время одного из пяти событий Хайнриха, имевших место после прихода людей в Европу 37 000, 29 000, 23 000, 16 500 и 12 000 лет назад. Согласно теории, холод поставил людей перед выбором — искать новое место обитания, смириться с падением культуры и сменой верований, либо найти новые решения проблемы. Союз с крупными собаками стал приспособительным механизмом в условиях враждебной среды.
Против гипотезы европейского происхождения собаки свидетельствует большее генетическое разнообразие собак Восточной Азии. Однако существенное отличие в генетическом разнообразии может быть следствием инбридинга как в древности, так и в современный период. С другой стороны, современные европейские породы собак образовались лишь в XIX веке, а на протяжении всей истории глобальные популяции собак переживали множество случаев диверсификации и последующей гомогенизации, причём с каждым циклом генетические данные новых пород все менее информативны для восстановления генной истории ранних периодов.
Изучение в 2019 году мтДНК 19 образцов ископаемых волков позднего плейстоцена — голоцена с территории современной Италии показало, что все они относятся к гаплогруппе 2, за исключением одного образца. Этот образец псового из карьера Фило близ Сан-Ладзаро-ди-Савена попал в гаплотип домашней собаки клады А, радиоуглеродным методом его возраст определён как 24 000 лет.

#### Арктическая Сибирь

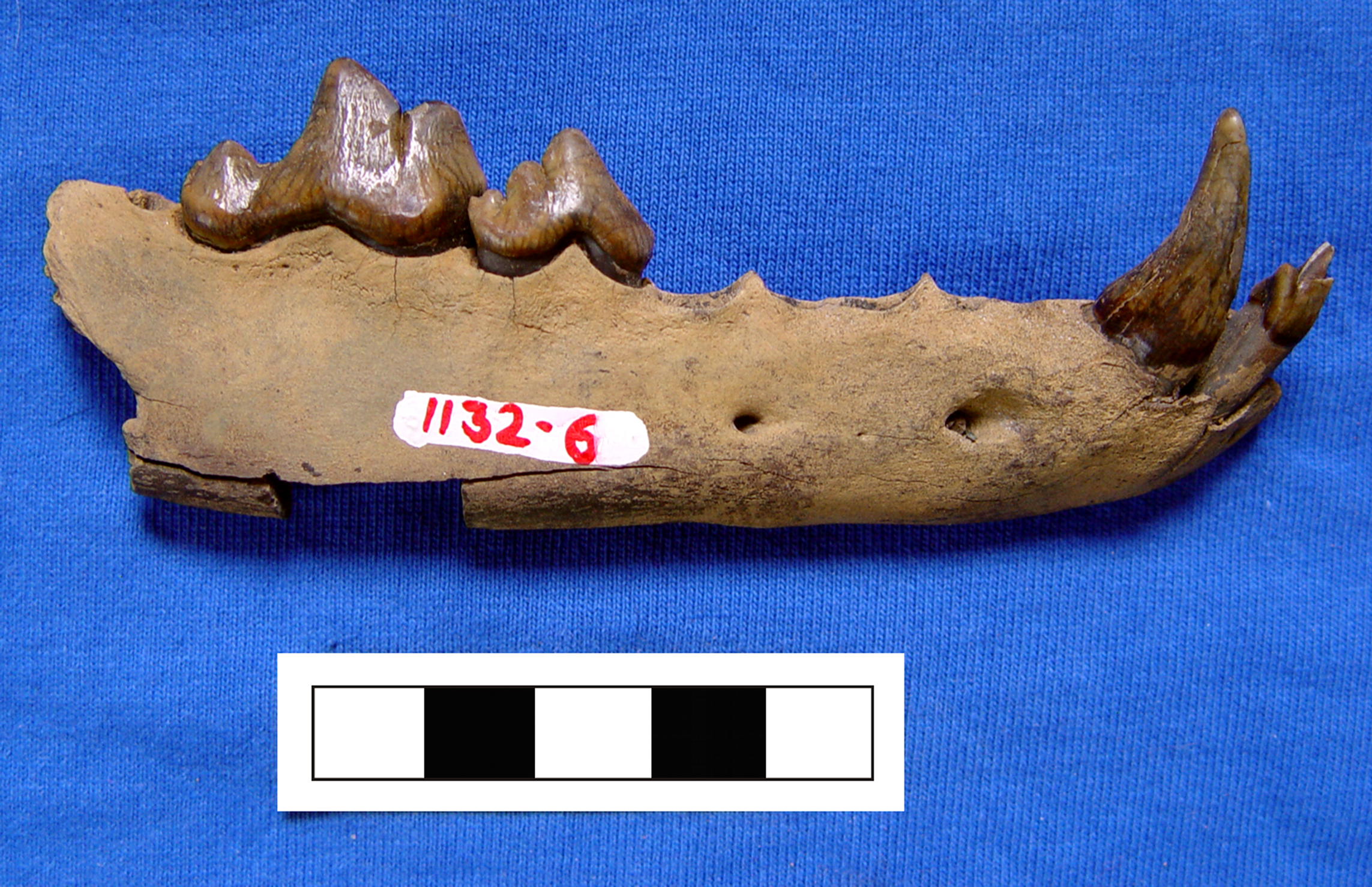
Нижняя челюсть волка — f Canis c.f. variabilis, Северо-Восточная Сибирь, возраст 360 000—400 000 лет

В 2015 году исследовались мтДНК останков древних псовых, найденных в Северо-восточной Сибири (в прошлом Западная Берингия). Среди образцов была нижняя челюсть Canis c. f. variabilis (где c. f. — латинский термин, означающий неопределённость) возрастом 360 000—400 000 лет. Филогенетический анализ выявил 9 ранее неизвестных гаплотипов мтДНК. Canis c. f. variabilis попал в группу с другими волками всей России и Азии. Гаплотипы образцов возрастом 8 750 и 28 000 лет совпали с гаплотипами географически широко распространённых современных собак. Ещё один образец возрастом 47 000 лет отличается от волков, и всего в нескольких мутациях отстоит от гаплотипов современных собак. Исследователи пришли к выводу, что в структуре генофонда современных собак имеется вклад сибирских волков и, возможно, Canis c. f. variabilis.

#### Два пути развития
Сопоставление археологических данных и результатов генетических исследований позволяет предположить, что современные собаки независимо произошли от разных популяций волков Восточной и Западной Евразии, хотя это кажется сомнительным.
Собаки демонстрируют как древние, так и современные родовые линии. Древние линии часто выявляются в Азии и редки в Европе, поскольку они редко использовались в разведении собак в викторианскую эпоху. Все популяции собак (чистопородные, бродячие, дикие) представляют генетическое смешение современных и древних собак. Некоторые древние популяции собак, населявшие Европу и Новый Свет, более не существуют. Некоторые из них были вытеснены новыми породами, другие смешивались на протяжении долгого времени. Последние 15 000 лет европейские популяции активно перемешивались, стирая геномную сигнатуру ранних европейских собак, генетическое наследие современных пород размылось благодаря примесям. Не исключается возможность прошлых событий одомашнивания собак, которые впоследствии вымерли или в значительной степени замещены более молодыми популяциями.
В 2016 году исследование проведено с мтДНК собаки из могилы Ньюгрейндж, Ирландия, 4800 лет назад. Это был самец, генетически не связанный с современными собаками по шерсти и цвету, собака не умела перерабатывать крахмал так же эффективно как современные собаки, но делала это лучше чем волки, а произошла от популяции волков которые ныне не живут и не имеют потомков ни среди современных собак ни среди волков. То есть это ещё один пример, наряду с Алтайской собакой, момента одомашнивания, который впрочем закончился тупиком, по каким то причинам одомашнивание было прервано. Это ещё раз доказывает возможность независимого одомашнивания собак в разных частях Евразии.
Собаки Европы и Ближнего Востока разошлись с собаками Восточной Азии между 14 000 и 6400 лет назад. Анализ показал что большинство европейских собак прошли через бутылочное горлышко, возможно связанное с вынужденными путешествиями между регионами. Археология подтверждает что собака одомашнена в Европе и на Ближнем Востоке 17 000 лет назад, в Восточной части Евразии 14 500 лет назад, в Центральной Азии не более 10 000 лет назад. Есть теория что в Восточной Евразии и в Западной Евразии люди одомашнили две независимые линии собак, причём от двух независимых видов древних волков, которые ныне не живут и не являются предками современных серых волков, а были отдельными от предков современных волков популяциями. Не исключено, что миграции людей с собаками из Восточной Евразии дошли до Западной Европы и собаки смешались между 14 000 и 6400 лет назад.
Таким образом невозможно считать одомашнивание сколь либо случайным процессом. Найдено много свидетельств о независимых приручениях и затем планомерном выведении пород из диких волков, превращение их в домашних собак. Значит климат и исторические условия толкали людей активно применять новаторские подходы и приручать до этого полностью диких волков, положив таким образом начало современным породам собак.

## Морфологическое разделение (накопления внешних отличий)
Проблему точного возраста одомашнивания собак не удалось решить через краниометрические и морфологические исследования. Ключевые признаки могущие указать зооархеологам на разделение волков и собак — размер и положение зубов, травмы зубов у популяций, пропорции черепов и тела. Эти признаки на начальной стадии приручения и затем одомашнивания не различаются у волков и собак настолько, что бы точно указать границу, где волк, а где уже собака. Диапазон изменчивости или норма реакции этих признаков у диких волков, в том числе диких предков собак, не известен. Но известно точно, что собаки были первыми животными которых охотники собиратели одомашнили, причём это оказались хищники. Только 11 000 лет назад на Ближнем Востоке люди стали одомашнивать кабанов, овец, коз, туров.
Дикие популяции серых волков скорее всего пошли по комменсальному пути одомашнивания. Пример — деревья и лишайники, в норе у сурка могут жить ящерицы и жабы, среди щупалец ядовитой медузы цианеи прячутся рыбы пикша и треска. Волки могли задерживаться рядом со стоянками людей, поедая остатки мяса с убитых животных, люди просто выкидывали кости за границы поселения.

## Ранние виды собак

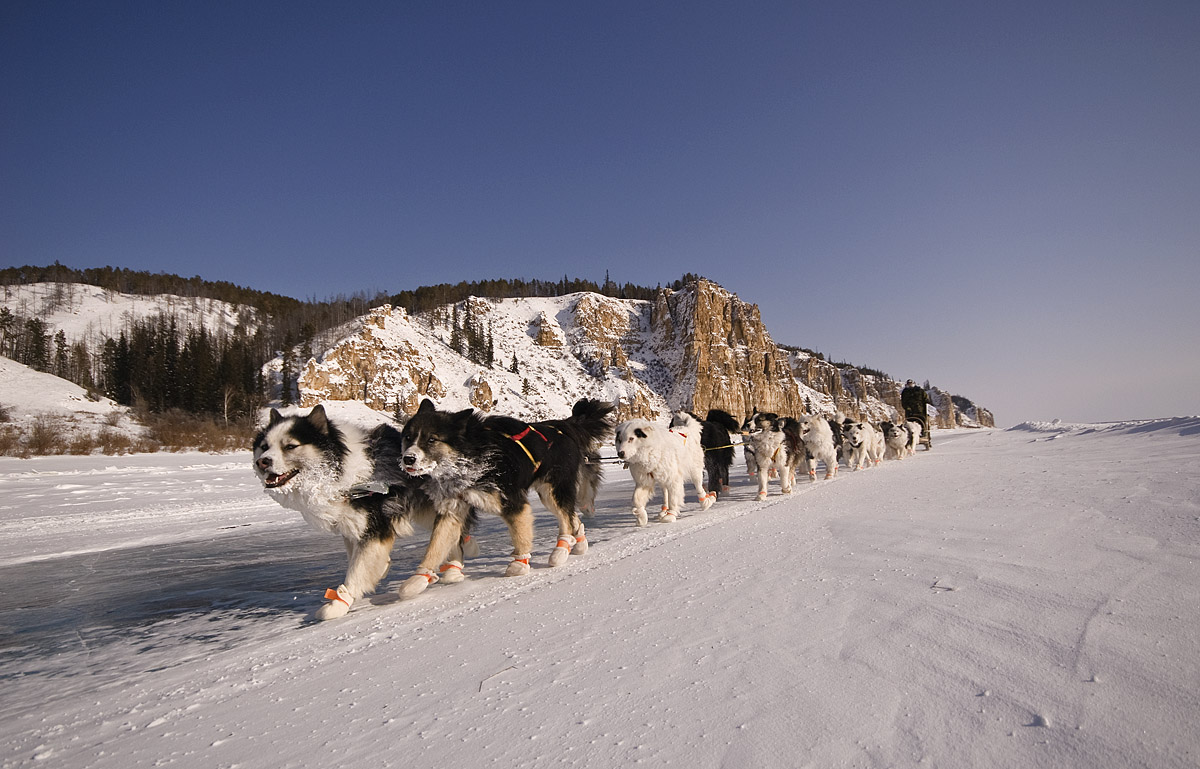
Упряжка якутских лаек

Есть спорные примеры палеолитических видов собак, их возраст от 42 000 до 19 000 лет. Это Хохле Фельс в Германии, пещера Гойет в Бельгии, Предпости в Чехии и четыре примера из России, пещера Разбойничья в Республике Алтай, Костёнки-Борщево на Дону, Улахан Сулар в Якутии и Елисеевичи на Днепре. Так же являются спорными отпечатки «собаки» в Шове, Франция, возрастом 26 000. Более поздние находки, так же не всегда ясно подтверждаются как собаки. Найдены они в Германии, Швейцарии, Украине (в Мезине и Межириче).
Но точно идентифицированы как собаки находки между 15 000 и 13 500 лет назад — это собаки — Испания в Эрралле. Франция в Монтеспане, Ле Морен, Ле Клозо, Пон Д Амбон и в Германии в Бонн Оберкассель. Именно после этого возраста начинают встречаться останки собак по всей Евразии. Возможное одомашнивание от 40 000 до 15 000 лет назад неясно в силу схожести с диким волками. Гибкость внешнего вида рода Псовых очень велика, так же волки и собаки в период палеолита часто жили бок о бок, люди не могли их изолировать как сегодня. Волки быстро умеют адаптироваться к любой добыче и климату и внешность их тоже сильно меняется, от полярного волка в Канаде до койотов в Мексике. Это усложняет и делает почти невозможной установить точную границу начала внешнего выделения собак из диких волков. В итоге сделать анализ по краниометрии и морфологии не достаточно, нужны массовые исследования древней ДНК собак и волков.
На начальном этапе дикий волк был одновременно и относительно домашним полу-псом и в то же время крайне свободным по сравнению с современными собаками. Есть некоторые намёки у современных северных народов в России, их лайки не знают привязи и не живут в будках на дворе, но при надобности идут на охоту с человеком и могут везти упряжку. Однако к примеру чукчи и эскимосы не заботятся об обеспечении собак местом для ночлега, собаки сами выкапывают себе норы в снегу. Таким образом, это не прямое подчинение собак людям, а некий вариант взаимовыгодного сотрудничества или симбиоза.

## Приручение собак
…Уберите одомашнивание собак из истории человека и на планете людей будет наверное пара миллионов. Что мы имеем сейчас? Семь миллиардов человек, изменения климата, путешествия, инновации. Одомашнивание повлияло на всю Землю и собаки были первыми. На протяжении большей части истории мы ничем не отличаемся от других диких приматов. Мы манипулировали окружающей средой, но не в таких масштабах как стадо африканских слонов. А потом мы вступили в партнёрство с группой волков. Это изменило наши отношения с миром природы.— Грегер Ларсон.
Одомашнивание собак позволило собакам оказать глубокое влияние на ход всей человеческой истории. Есть ясные свидетельства что собаки произошли именно от серых волков на начальном этапе одомашнивания и никакие другие дикие виды псовых в это не были вовлечены. Одомашнивание стартовало 25 000 лет назад в Европе и Восточной Азии, основой послужили уже вымершие дикие виды волков. Волков приманивали остатки больших туш вокруг стоянок людей, На основе первичного симбиоза сложилась общая охота и защита собаками поселения, а люди помогали защищать собакам их кормовые ресурсы от диких волков. 10 000 лет назад началось развитие сельского хозяйства после окончания Ледникового периода, это привело к оседлому образу жизни, собаки ещё сильнее генетически и внешне разошлись с волками, включая размеры — пища стала включать в себя ранее не имевшийся в доступе крахмал (зерно, кукуруза) и естественный отбор постепенно закрепил у собак способность его переваривать. В Викторианскую эпоху люди начали масштабный целенаправленный отбор признаков у собак и создали современные породы.

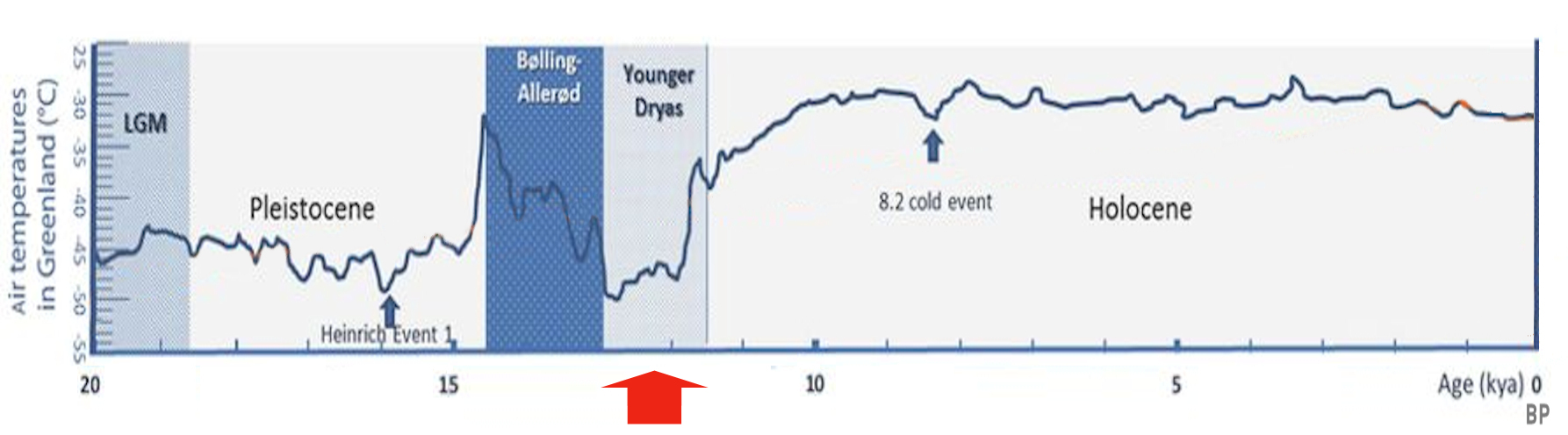
Температуры в пост-ледниковый период, после последнего ледникового максимума, график показывает очень низкие средние температуры вплоть до 12 000 лет назад.

Собак к людям мог подтолкнуть климат. 21 000 лет назад окончился последний ледниковый максимум, на сегодняшний день эпоха относительно тёплого климата продолжается. После окончания похолодания было затруднено добывание пищи, на этот период приходится первая волна одомашнивания. 12 900 лет назад было холодно и засушливо, люди стали искать новые способы добыть пропитание, включая загонную охоту с луками и копьями при поддержке собак. 11 700 лет назад климат стал благоприятнее и началось постепенное одомашнивание животных и растений, возможности для добывания пищи кратно возросли по сравнению с охотой, затем наступила эпоха неолита и возникли полностью сельскохозяйственные общества в Евразии, Северной Африке, в Южной и Центральной Азии.

## Время одомашнивания

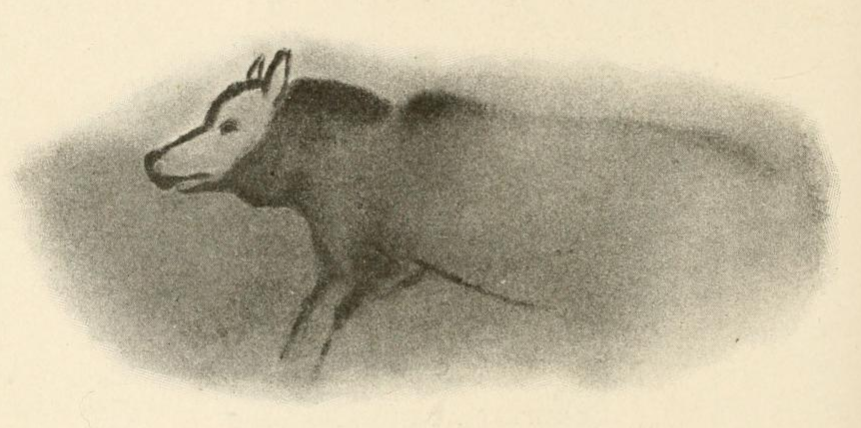
Акварельная копия наскального рисунка волкоподобного пса, пещера Фон де Госм, Франция. Рисунку 19 000 лет. Акварель выполнена археологом Анри Брейлем.

В 2015 году исследовали геномы 555 современных и древних собак. Исследование показало увеличение численности популяции около 23 500 лет назад. Это совпадает с предполагаемым генетическим отделением предков собак от диких волков и приходится на срок перед последним ледниковым максимумом. Далее произошло десятикратное увеличение популяции собак 15 000 лет назад, это согласуется с окончательным одомашниванием и прочном вхождении собак в жизнь племён охотников в период палеолита. Далее собаки стали сильно зависеть в численности от численности людей.

## Развитие собаководства
Люди и волки живут в сложно устроенных социальных группах. Человек не мог в процессе начала одомашнивания просто взять волков и начать их приручать, одомашнивать, как это реально сделать с дикими предками коз и овец. В природе волк это крайне опасный, крупный, недоверчивый хищник. Но и среди собак и среди волков можно встречать крайности, от предельной недоверчивости, до дружелюбия. Например есть собаки, которые любят членов семьи в которой живут и агрессивны к любому другому человеку, напротив есть собаки дружелюбно настроенные ко всем людям. Собаки которые кроме семьи воспринимают всех как врагов, по сути ничем не отличаются по поведению от волков, просто их стая, это человеческая семья, но для такой собаки эти понятия едины.
Среди волков так же есть исключения и они показывают, что волки могут быть и добрее и любопытнее среднего серого волка. В штате Аляска жил волк Ромео, чёрного цвета и установил дружеские отношения с собаками и с человеком по имени Джуно. Среди предков современных серых волков нет предков современных собак, но общие поведенческие вариации показывают — волки как и люди очень разные, от крайне агрессивности, до крайнего дружелюбия. Это говорит в пользу того, что древние волки, их виды и популяции так же имели разных по характеру волков и контактные, менее агрессивные могли стать будущими собаками.

## Дальнейшее одомашнивание

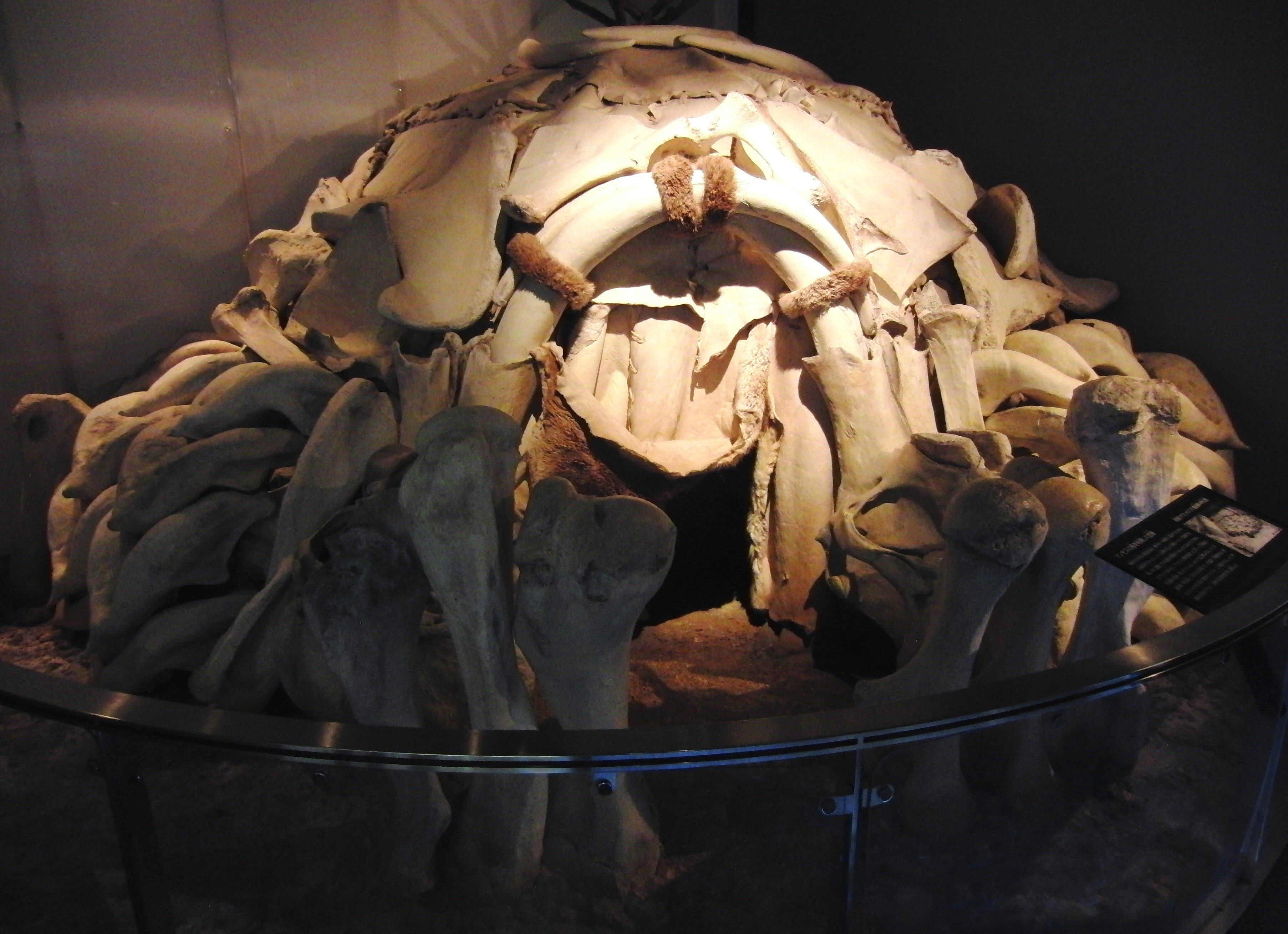
Реконструкция жилища из костей мамонта, поздний палеолит, Межирич, Украина.

Одомашнивание животных это коэволюционный процесс, при его развитии популяция реагирует на то, как меняются живые существа вокруг популяции и популяция вслед за этим начинает адаптироваться под новые условия. Собака прошла комменсальный путь одомашнивания, то есть аналог симбиозного пути развития. Возможно не случайно, а неизбежно что собаки будучи плотоядными стали первыми домашними животными. В силу природного любопытства, смелости и желания найти новых жертв, волки первыми решались приближаться к любым новым видам животных, включая и человека. Люди на протяжении всей своей жизни в Евразии в холодный Тундростепной период, были ярко выраженными плотоядными хищниками, главная ставка в еде и у неандертальцев и у кроманьонцев-людей был на мясо, на охоту и постоянные перемещения вслед за мигрирующими животными.
Значит первое домашнее животное, способное жить при тех людях, должно было быть само полностью плотоядным, уметь бегать и охотиться. Животное должно полностью само себя прокормить в любой период, включая длительные пешие перемещения людей. Животное должно быть не слишком большим, быть социальным и иметь достаточно среди животных этого вида особей способных к дружбе и мирному сожительству с людьми. Именно семейство Псовых соответствовало всем этим запросам, к тому же волки живущие в стаях являются одними из самых дружных и умелых охотников на планете.

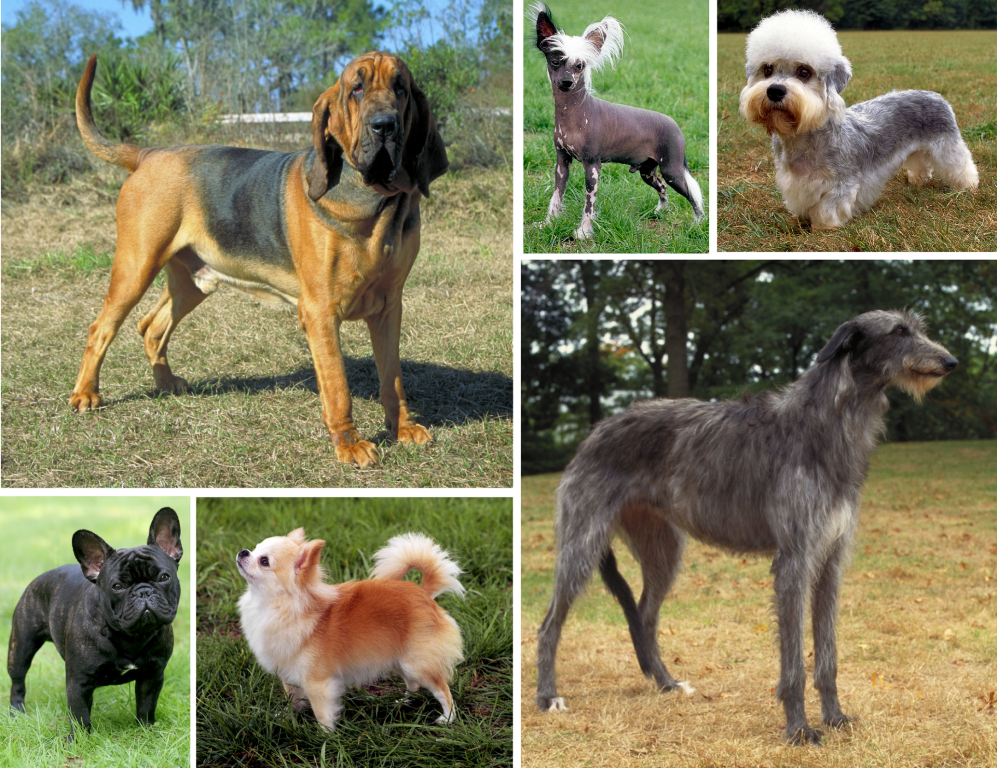
Пример морфологической изменчивости собак, в рамках одного вида. Собаки так и остались одним видом с современными волками, любые породы способны давать от волков плодовитое потомство

Привлекаемые к стоянкам человека запахом гнивших костей, мяса и жил, запахом жаренного на костре мяса, первые волки оставались рядом с ними, постепенно воспринимая эту территорию вокруг людей как свою зону жительства и добывания еды. На этой стадии они начинали рычать на других хищников пробующих подойти к этой зоне и таким образом становились очень полезны людям. Волки которые решались подойти к людям так близко, были по определению менее агрессивными чем другие особи, более любопытными и потому способными на дружбу с человеком. Это был первичный, ещё не контролируемый человеком эволюционный отбор, в том числе на поведенческие реакции. Затем по морфологии черепов становится заметна неотения у будущих собак — морда становилась короче, это приводило к скученности зубов и уменьшению их размера, количество зубов тоже уменьшалось. Это говорит за то что на этой стадии активно включился отбор людьми нужных им особей среди ещё диких волков. Люди выбирали как можно менее агрессивных к ним волков, а более агрессивных либо прогоняли, либо убивали. Учитывая наличие у людей копий высокого уровня, включая ланцетовидные, для убийства мамонтов, нет поводов сомневаться в том что люди могли уничтожить не понравившихся им животных.
При анализе мтДНК двух диких популяций волков в Северной Америке оказалось что разделённая миграциями популяция, бывшая до этого единой, начинает заметно отличаться по генетике и внешнему виду. За волками следили в том числе с помощью спутников. Одна популяция стала мигрировать вслед за карибу, вторая популяция осталась в бореальном хвойном лесу. Стаи в процессе сезонных миграций проводят одно и то же время года в одном месте, между стаями происходят скрещивания, генетика смешивается. Но даже при этом условии постоянного соприкосновения и обмена генами, волки показывают разные превалирующие окрасы в разных стаях и разную генетику. Это говорит о сильном естественном отборе, при котором в разных условиях и при разной кормовой базе выживают лучше разные волки и это обеспечивает постепенное разделение на подвиды.

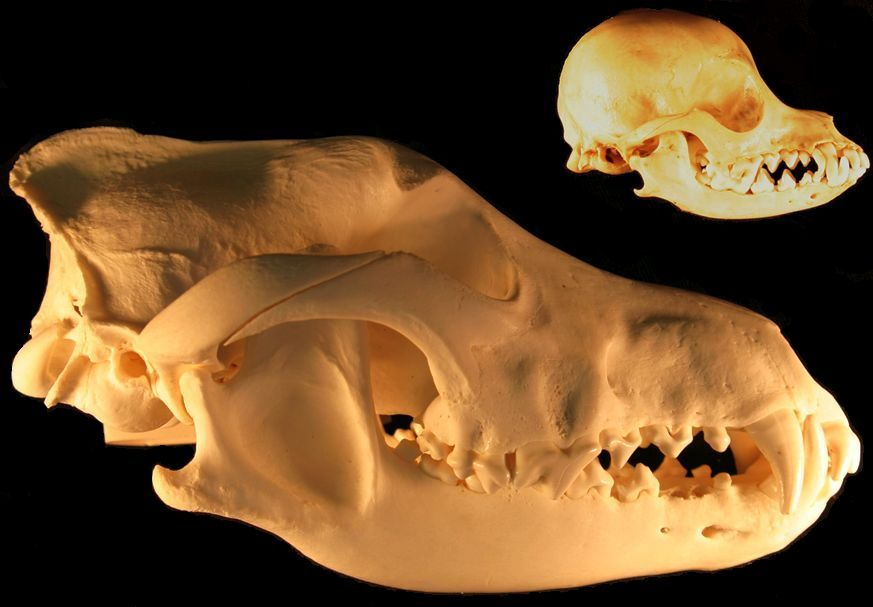
Пример изменения размеров черепа при селекции — серый волк и чихуахуа.

При изучении костей берингийских волков, учёные выяснили — это были волки ориентированные на охоту на крупную мегафаунную травоядную добычу и на поедание падали. Эти волки имели уникальную мтДНК, специфичную форму черепа и износ зубов. Но из за специализации на крупных животных, этот экотип волков вымер, а выжили менее специализированные подвиды-экотипы волков. В итоге ничто не противоречит теории, что часть древних волчьих стай стали следовать за древними охотниками-людьми и стали вслед за этим становиться новыми экотипами и затем подвидами. Внешние изменения и генетические мутации через естественный отбор привели бы к адаптации этих волков к жизни рядом с людьми.
И сегодня на острове Элсмир волки не боятся людей, считается, что это связано с тем, что они очень редко встречают людей как таковых. Волки приближаются к людям осторожно и подходят довольно близко, что говорит об их любопытстве и возможной способности наладить контакт, подобно древним волкам.

## Влияние современного серого волка на собак
Собаки с момента одомашнивания путешествовали с людьми по всей планете. При этом происходили периодически скрещивания с дикими волками. Это привело к усложнению генетического древа современных собак и порой противоречащим друг другу данным. Например, чёрная окраска североамериканских волков — это результат спаривания с ранними индейскими собаками на Юконе, примерно 1600—7200 лет назад. За чёрный окрас ответственен ген β-дефензина. Также и предки собак, ещё дикие волки, скрещивались с шакалами. Это говорит о том, что наличие в генетике современной собаки генов современного серого волка отнюдь не говорит за то, что собаки от них произошли, просто это результат случайных событий в прошлом. Люди не одомашнивали шакалов, но шакалы также внесли свой вклад в генетику тех диких волков, которых удалось одомашнить.

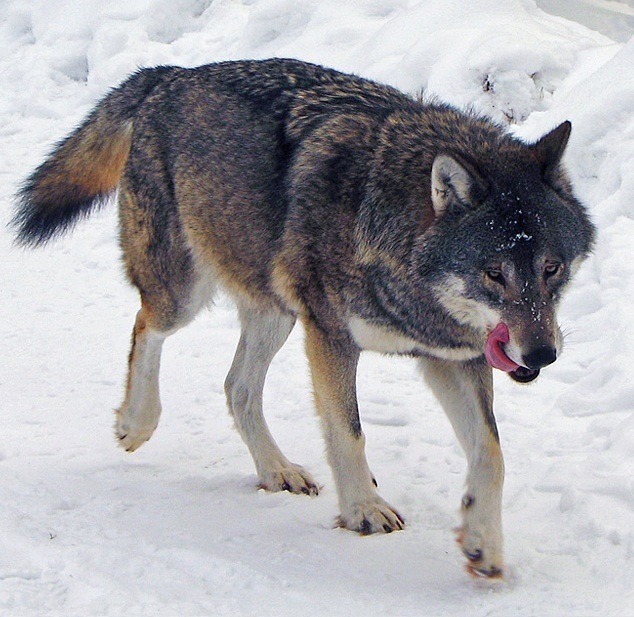
Серый волк

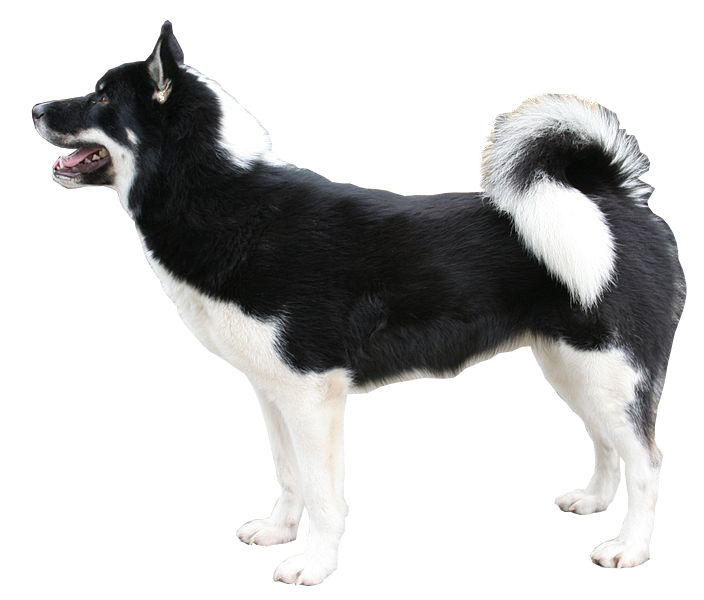
Гренландская собака

20 % генома волков в Восточной Азии имеют собачье происхождение и до 25 % у волков из Европы и с Ближнего Востока. Но в целом это случайные ситуации, обычно волкам сложно скрестится с собаками. К примеру, древние собаки в обеих Америках и Европе на протяжении 10 000 лет были полностью изолированы от спаривания с диким волками. Только у арктических пород собак наблюдается ограниченная примесь волчьей генетики. В целом волки сильно отличаются от собак визуально и генетически, равно как и собаки от волков, это говорит о том, что смешивания не нарушают разделение волков и собак.
Гренландская собака несёт 3,5 % генетики от волка, жившего 35 000 лет назад на Таймыре. Таймырский волк отделился от предков собак незадолго перед тем, как собаки и серые волки окончательно разделились. Большинство серых волков, живущих в дикой природе, происходят от популяций, живших менее 35 000 лет назад, но случилось это явно до затопления Берингова моста, после этого затопления популяции волков в Евразии и Северной Америки оказались полностью изолированными друг от друга.
Таймырский волк имел больше генов единых с породами, которые живут в высоких широтах, — сибирский хаски, гренландская собака, шарпей, финский шпиц. Предки этих пород прибыли в северные широты около 15 000 лет назад.

## Целенаправленная селекция
Чарльз Дарвин признавал небольшое количество черт, которые отделяют домашние виды животных от диких. Он стал первым, кто понял границу между сознательной селекцией, когда люди отбирают нужные черты и создают новые породы и бессознательным отбором, когда в выведенных породах развивались черты в силу естественного отбора. У домашних животных больше вариантов окраса шерсти, карликовых и гигантских разновидностей, изменения в цикле размножения, имеется скученность зубов, вислые уши.

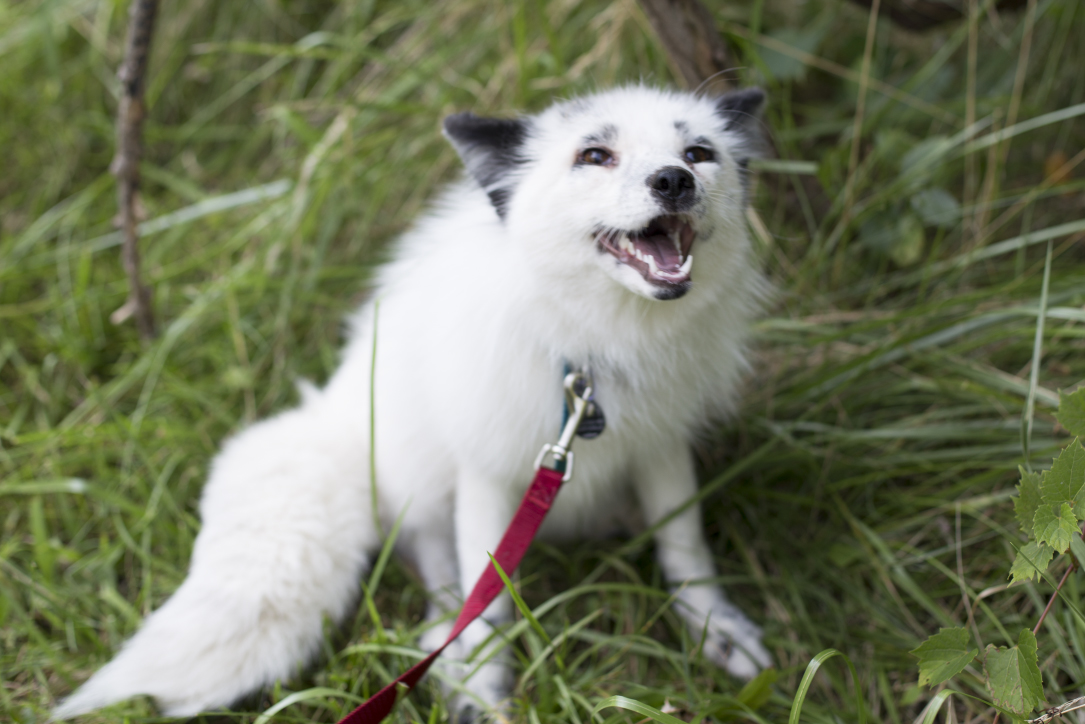
Одомашненная лисица

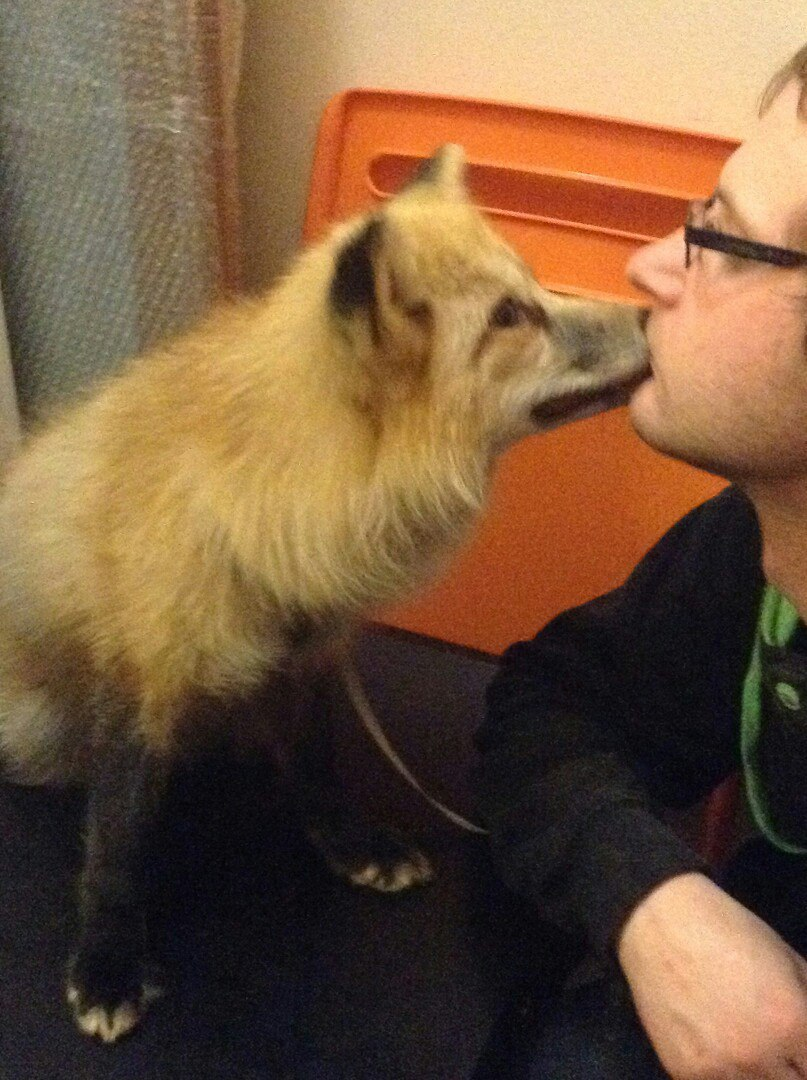
Одомашненная лисица

Начиная с 1959 года Дмитрий Беляев вёл селекционную работу с серебристыми лисицами. Он помещал руку в клетку с лисой и отбирал таким образом самых ручных, наименее агрессивных и давал им дальше размножаться. Его гипотеза состояла в том, что если отбирать одну и ту же черту в поведении, то заодно будет изменяться внешний вид лисиц, приближая их к внешнему виду собак. На протяжении сорока лет он вёл эту работу и преуспел в создании лисиц, у которых внешние фенотипические признаки явно не имели целенаправленного отбора самим человеком. Человек в этом случае отбирал лисицу строго по характеру, но не по внешности. У лис в итоге появилась лёгкая шерсть, висячие уши, вздёрнутые хвосты, укороченные морды, сроки размножения оказались сдвинутые, то есть лисицы по сути стали аналогом собак.
Схожие эксперименты были проведены в 1980-е с ланью, норкой, японским перепелом. Во всех случаях отбирались животные по принципу Дмитрия Беляева и каждый раз внешность шла по пути изменения, хотя люди не следили именно за внешностью, а только за характером животных — чтобы были более ручными. При дальнейшем уточнении этого механизма подтвердилась теория, что из-за искусственного отбора накапливались и дефекты в развитии собак. Но на начальном этапе одомашнивания для людей могла играть роль только общая неагрессивность любого животного — собаки, кошки, свиней, туров, коз, овец. Поэтому на первом этапе люди просто отбирали не агрессивных животных, а затем, когда порода первично закреплялась, начинали активно отбирать и по внешности (вес, рост, цвет шерсти, длина морды), удойность, сила и так далее.
К примеру, с дикими свиньями также наблюдается явный отбор на поведение. Домашние свиньи даже при смешивании с дикими кабанами демонстрируют стойкие генетически отличия, в том числе в генах, отвечающих за поведение и внешний вид. Люди с начала одомашнивания создавали «островки одомашнивания», когда к своим животным старались не допускать примесей диких видов, чтобы не нарушать характер породы. Подобный подход можно распространять на остальные виды одомашненных животных.
В 2014 году установлено, что собаки и волки различаются и на уровне работы мозга. У собак повышенная синаптическая пластичность и поэтому они лучше запоминают команды и в целом обучаемые.

## Адаптация собак к питанию при одомашнивании
Альфа-амилаза 2B — это ген, кодирующий белок, данный белок помогает переваривать крахмал и гликоген. Массовое распространение собак приходится на срок, когда люди освоили земледелие, это около 12 000 лет назад и, значит, особи с наиболее рабочим геном альфа-амилазы 2В имели большие шансы оставаться здоровыми и способными к размножению. Собаки могли поедать отбросы от сельского хозяйства, получая дополнительные калории. Современные собаки обладают большим количеством генов данного типа и поэтому способны переваривать крахмал. Эти гены стали закрепляться в собачьих популяциях около 7000 лет назад.
В 2016 году выяснено — собаки подвергались отбору на разные признаки, нужные впоследствии людям. Выявлены гены, связанные с функциями мозга и отличные от генов у волков. Также у собак имеются гены для липидного обмена, не характерные по своей мощности для волков. Собаки способны перерабатывать липиды, то есть жиры в больших количествах по сравнению с дикими животными. Это связано с тем, что собаки палеолита питались с мусорок вокруг стоянок человека. Это были кости животных с остатками кожи, жира, жил, люди при разделке туши срезали лучшее мясо для себя. В природе волки, добывая себе дичь, поедают в основном мясо и к тому же не имеют возможности складировать туши, как это делали люди, в дикой природе любая туша сразу становится обглодана более мелкими хищниками и падальщиками. Древние собаки получали доступ к непропорционально большому количеству жировой ткани и малому количеству обычного для диких хищников мяса. Поэтому лучше выживали те собаки, которые лучше переваривали большие количества жира. В период, когда человек попал в Тундростепь, он имел доступ к огромному количеству добычи, это также повлияло на эволюцию и отбор будущих собак.

## Поведение
Между волками и собаками точную границу определяют 11 фиксированных генов, они не результат природной эволюции, а результат искусственного отбора. В первую очередь люди отбирали собак по принципу «агрессивен — не агрессивен» и давали жить рядом с собой только не агрессивным особям. У собак заметны особенности в генах, отвечающих за выработку адреналина и норадреналина. Данные вещества участвуют в синтезе и распаде нейромедиаторов, в том числе катехоламинов — дофамин и норадреналин. В результате искусственного отбора собаки проявляют меньший страх и агрессию по сравнению с волками. В дальнейших исследованиях найдено уже более 429 генов, которые также могут влиять на различия между дикими волками и собаками. Так, гены связаны с развитием нервов и ЦНС, они влияют на эмбриогенез, влияют на способность к приручаемости, меньшим по размерам челюстям.

## Роль

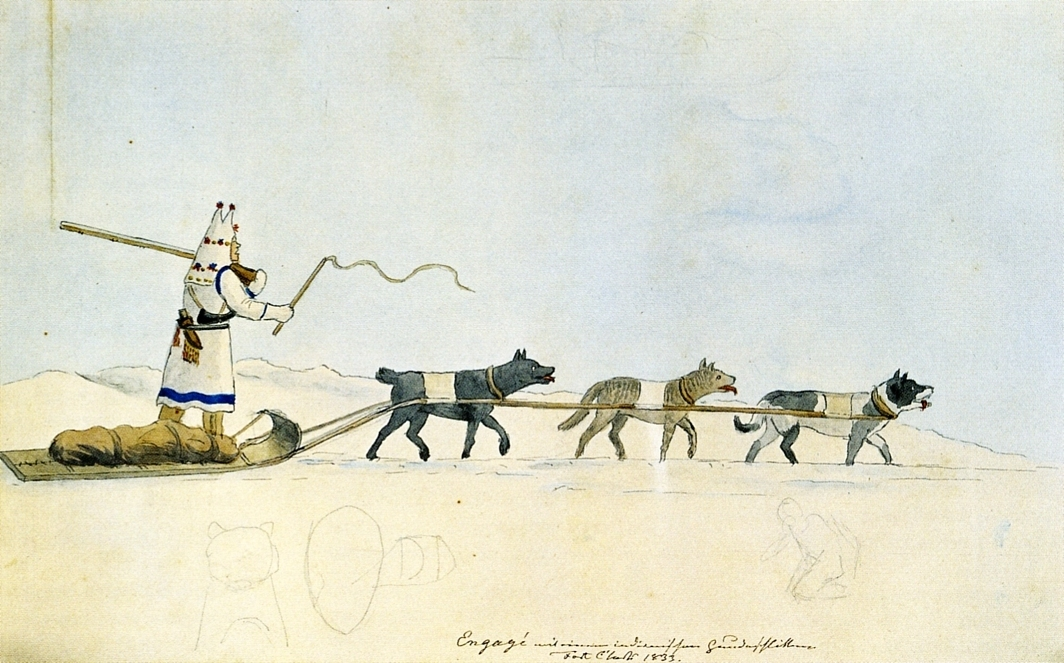
Набросок типов ездовых собак, 1833.

Возможно, собаки при искусственном отборе получают дополнительные закрепления мутаций при помощи эпигенетики. В частности эпигенетика влияет на внешность собак и на одомашнивание. Между собаками найдены 68 значительно отличающихся метилированных участков, в том числе эти участки связаны с генами, ответственными за умственные способности. В целом в 2019 году есть теория, что собаки смогли очень быстро пройти путь одомашнивания благодаря эпигенетическому каскаду изменений в генах.

## Конвергентная эволюция собаки и человека
В силу переплетения развития собак и человека, у собак зачастую одни и те же болезни, что у людей — диабет, рак, болезни сердца и неврологические расстройства. Патология лежащая в основе болезней сходна с человеком как и результаты лечения.

## Параллельная эволюция
Существуют паттерны генов, которые похожи между собой по функциям, и эти паттерны находятся как у собак, так и у людей. Данные факты это основа предполагать, что коэволюция людей и собак порождает коэволюцию функций у генов. Собаки адаптировались к тем же условиям среды, что и человек. Люди и собаки наравне адаптировались к условиям высокогорий, к низкому кислороду в горах, у них изменялось пищеварение, обмен веществ, неврология. Собаки адаптированы к жизни в среде, где много живых существ разом, в отличие от диких животных собаки не испытывают от этого стресса.
Общая суть конвергентной эволюции — два отдалённых друг от друга вида, скажем, акулы и дельфины, имеют сходные решения одной и той же проблемы, например, наличие рулевого плавника в верхней части туловища и у акул и у многих китовых. И рыбы, и пингвины, и китовые имеют ласты для перемещения в воде. А между собаками и людьми за 30 000 лет выработалась психологическая адаптация конвергентного типа. Собаки, находясь и выживая в сотрудничестве с человеком, стали похожими на людей, причём они больше похожи на нас по психологии и поведению чем орангутаны, шимпанзе и бонобо. Собаки умеют считывать человеческое социальное поведение и правильно на него реагировать. Скажем, собаки правильно воспринимают улыбку человека, как признак добродушия и виляют в ответ хвостом, а если человек попробует улыбаться горилле, то горилла воспримет улыбку как оскаленную морду и агрессию, и может напасть. Точно так же нельзя улыбаться шимпанзе, павианам, эти приматы принимают улыбку людей за агрессивное выражение.

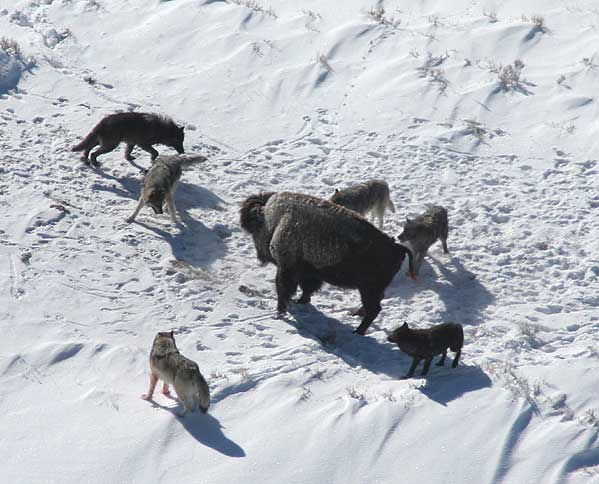
Охота волчьей стаи на бизона

Указательный жест у людей, это специфичный жест именно для нас, у детей он развивается за несколько недель до произнесения первого слова и является фундаментом человеческого общения. В 2009 году проведено исследование и установлено что указательные жесты понимаются и детьми и собаками до двух лет почти одинаково, только после трёх лет дети начинают опережать собак по развитию коммуникации. Оба испытуемых могли обобщать предыдущий опыт и реагировать на новые указательные жесты. Таким образом, собаки демонстрируют такой же уровень восприятия мира, как двухлетние дети, и это выработалось в результате параллельной эволюции видов. Собаки умеют различать эмоции на человеческих лицах. А большинство людей по лаю собаки могут определить одинока ли собака, приближается ли к ней незнакомец, игривый ли лай у собаки или агрессивный. По рычанию люди могут определять размер собаки.
При долгом зрительном контакте собаки и человека у обоих вырабатывается окситоцин, «гормон счастья», который также вырабатывается при контакте матери и ребёнка.
Ранние люди сначала были падальщиками и собирателями. Придя в тундростепной пояс около 40 000 лет назад, люди увидели кардинально другую природную среду. Волки жили в больших стаях, по сути пасли большие стада копытных, таких как зубры, и убивали больных, слабых и старых особей для прокорма. Они защищали своё стадо от чужих стай и постоянно кочевали вслед за стадом куда бы оно ни шло. Волки являются одним из самых общительных видов на земле, наравне с человеком и приматами. Волки постоянно налаживают новые контакты внутри стаи и с другими стаями, кормят не только своих, но чужих щенков в стае. Есть волки, которые занимаются тем, что следят за всеми щенками в стае, пока другие ведут охоту. Современные волки в итоге стали менее развитыми в общении, чем волки тундростепного периода — теперь не существует таких огромных стад и их перемещений. Современные волки зачастую напоминают койотов, шакалов и лис, живущих мелкими группами.
Именно умение волков дружно охотится большой стаей, позволяло им добывать бизонов и других крупных животных в тундростепи, по сути волки стали вершиной пищевой пирамиды, хотя не обладали размерами саблезубых кошек, тигров, гиен, львов, медведей. Таким образом волки стали почти осознанными пастухами-кочевниками, стада за которыми шли волки, очищались от плохой генетики и просто от больных животных, волки таким образом увеличивали силу стада, его генетическое качество и количество здоровых особей в стаде, были аналогом селекционеров, в чём то осознанно ведущих свою деятельность. Волки стали не просто хищниками, но важным фактором эволюции крупных копытных стадных животных.

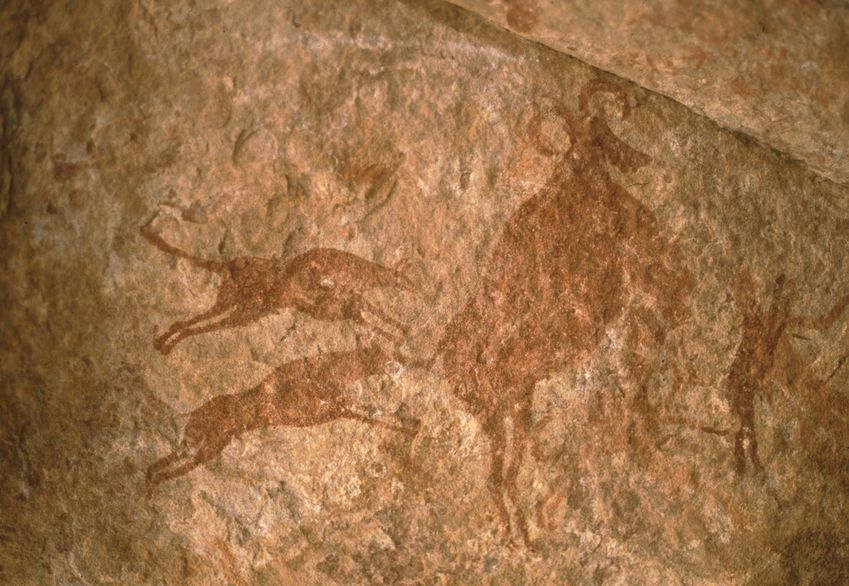
Наскальный рисунок, две собаки нападающие на муфлона, Алжир, Сахара, около 3200—1000 лет назад

Люди могли скопировать этот образ жизни и впоследствии популяции-племена людей разделились. Часть так и осталась падальщиками и собирателями, часть стала охотниками-собирателями, часть научилась быть рыбаками и охотниками с навыками примитивного садоводства. Однако самыми успешными людскими племенами стали те, которые научились пасти стада как волки и кочевать вслед за ними, куда бы стада не шли. Именно кочевые скотоводы выработали первыми на планете способность переваривать лактозу и были носителями специфичной гаплогруппы R1b, причём переваривать лактозу люди начали конвергентно как минимум в двух местах, в Европе и Африке, но каждый раз это были скотоводческие племена, а не племена земледельцев и тем более охотников и рыболовов.
До сих пор ряд больших человеческих популяций сохраняют пастушеский образ жизни, это племена юрюки в Турции, фульбе в Африке.

## Количество пород собак
Современные собаки — это самый изменчивый вид в пределах своей генетики. Оставаясь одним видом между собой и одним видом с волками, собаки имеют 450 пород, кардинально различающихся между собой. Показательно, что все нынешние породы собак ведут свой род от небольшого числа собак-основателей, а основная искусственная селекция прошла не более 200—400 лет назад. Но этого хватило, чтобы породы собак кардинально отличались характером, внешностью, размером, интеллектуальными задатками, скоростью обмена веществ, шерстяным покровом, зрением, слухом, обонянием.
Так, выведены собаки с предельно острым обонянием — бладхаунды, с очень острым зрением — салюки и в целом многие борзые породы. Пастушьи собаки выделяются интеллектом и спокойствием в работе с животными, цвергшнауцеры выведены для ловли крыс среди лошадей и легко с ними дружат. Ротвейлеры выводились и отбирались для работы на скотобойнях в Германии и поэтому обладают умеренной жестокостью и отличной реакцией. Выделяется собака ньюфаундленд, выведенная на одноимённом острове для помощи рыбакам и для спасения людей, упавших в ледяную воду. Ньюфаундленды имеют характерные перепонки на лапах, улучшающие их скорость в воде, легко учатся спасать людей, имеют инстинкт для вытаскивания из воды любого живого существа, от кошки до человека, но при этом они абсолютно не агрессивны к людям и другим собакам и сегодня выполняют роль «нянек» для детей. Напротив, ротвейлеры, доберманы, американские стафордширские терьеры не должны оставаться наедине с детьми, известны случаи их крайней агрессивности к более слабым людям.
Порода лабрадор-ретривер настолько не агрессивна к любому живому существу, что ей разрешено работать в аэропортах без намордников. Напротив, среднеазиатские и кавказские овчарки выведены для автономной охраны и выпаса скота в сложных условиях, поэтому обладают крайне недоверчивым характером, высокой агрессивностью как к людям, так и к волкам, лисам и в любой момент готовы атаковать тех, кто приближается к охраняемому ими стаду. Благодаря строению тела такса способна залезать в узкие лисьи норы и убивать внутри норы лису. Борзые имеют крайне высокую скорость бега, бладхаунды напротив, обладая предельно острым обонянием, медленно бегают и быстро устают при беге. Собаки, произошедшие от древних подвидов серого волка, имеют максимальное разнообразие характеристик, от спасателей до нянек, от охотников загоняющих добычу, до упорных но медленных следопытов, от пастухов весом до 90 кг, до собак умещающихся на ладони человека.
Собаки населяют все континенты мира, включая Антарктиду (ездовые собаки).